# Hyalophora macula
Hyalophora macula är en fjärilsart som beskrevs av Reiff 1911. Hyalophora macula ingår i släktet Hyalophora och familjen påfågelsspinnare. Inga underarter finns listade i Catalogue of Life.